# New York Film Critics Circle Awards 2017
83. ročník předávání cen New York Film Critics Circle se konal dne 3. ledna 2018. Vítězové byly oznámeni 30. listopadu 2017. Ceremoniál byt věnovaný Richardovi Schickelovi, který v roce 2017 zemřel.

## Vítězové a nominovaní

### Nejlepší film
- Lady Bird

### Nejlepší režisér
- Sean Baker – The Florida Project

### Nejlepší scénář
- Paul Thomas Anderson – Nit z přízraků

### Nejlepší herec v hlavní roli
- Timothée Chalamet – Dej mi své jméno

### Nejlepší herečka v hlavní roli
- Saoirse Ronan – Lady Bird

### Nejlepší herec ve vedlejší roli
- Willem Dafoe – The Florida Project

### Nejlepší herečka ve vedlejší roli
- Tiffany Haddish – Girls Trip

### Nejlepší dokument
- Visages, villages

### Nejlepší cizojazyčný film
- 120 BPM

### Nejlepší animovaný film
- Coco

### Nejlepší kamera
- Rachel Morrison – Mudbound

### Nejlepší první film
- Jordan Peele – Uteč

### Speciální ocenění
- Molly Haskell